# Silonia childreni
Espèce
Statut de conservation UICN

 EN A2ade+3de+4ade : En danger
Silonia childreni est une espèce de poissons de l'ordre des poissons-chats (Siluriformes).
Il vit dans les eaux douces des grands fleuves de la péninsule indienne. Ce prédateur grégaire, suit les bancs de poissons dont il se nourrit durant la mousson d'avril à juillet.